# Rejon karliwski
Rejon karliwski – jednostka administracyjna w składzie obwodu połtawskiego Ukrainy.
Powstał w 1923. Ma powierzchnię 900 km² i liczy około 42 tysięcy mieszkańców. Siedzibą władz rejonu jest Karliwka.
W skład rejonu wchodzą 1 miejska rada oraz 12 silskich rad, obejmujących 25 wsi i 11 osad.